# Gerard Mas Pujolràs
Gerard Mas i Pujolràs (Sant Feliu de Guíxols, Girona, 1976) és un escultor català. Va estudiar a l'Escola d'Arts Aplicades i Oficis Artístics Llotja de Barcelona. ES va llicenciar com a conservador i restaurador d'escultura a l'Escola Superior de Conservació i Restauració de Béns Culturals de Catalunya. El 2015 va guanyar el primer Premi d'Escultura de la Fundació Vila Casas.

## Obres
L'obra de Mas es caracteritza per combinar les tècniques d'execució i els materials de l'escultura clàssica (marbre, alabastre i fusta), amb una proposta provocativa propera al pop-art. El resultat són unes meticuloses creacions properes a la imatgeria clàssica però dotades d'actituds quotidianes, incòmodes i burlesques, totalment contemporànies. En la recerca de la bellesa, Mas incorpora elements que la sabotegen de forma totalment premeditada per interpel·lar l'espectador.
D'entre les seves creacions, destaquen les dames d'alabastre policromat, inspirades en les representacions de l'ideal de bellesa i perfecció del renaixement. Mas transgredeix la imatge de la dona virtuosa dotant-la d'elements absurds i actituds irreverents, sempre iròniques. Mas també té una sèrie d'animals que són insòlits a la història de l'art.
Hi ha obres de Mas Pujolràs a les col·leccions de la Fundació Vila Casas, al Museo de Escultura Figurativa Internacional Contemporánea (MEFIC) de Múrcia i a la Fundación de las Artes y los Artistas del Museo Europeo de Arte Moderno (MEAM).
El 2023 el Museu d'Art de la Garrotxa li va dedicar una exposició monogràfica.